# Biturix intactus
Biturix intactus là một loài bướm đêm thuộc phân họ Arctiinae, họ Erebidae.